# 封神榜 (2001年電視劇)
《封神榜》（英語：Gods of Honour）是香港電視廣播有限公司製作的古裝神話電視劇，全40集，陳浩民、葉璇、苑瓊丹、李家聲、錢嘉樂、元華、湯盈盈、溫碧霞、袁彩雲、鄭子誠、羅樂林、楊婉儀、林其欣領銜主演，監製劉仕裕。此劇於2001年首播時十分受歡迎，就連近年電視台重播此劇亦一樣屢創收視佳績。
此劇於2002年、2004年、2012年、2015年、2022年在翡翠台及2005年、2012年、2021年在TVB星河频道重播。
TVBS於2002年1月1日至2002年9月18日播出此劇。

## 故事大綱

### 李哪吒出生
李哪吒（由陳浩民飾）前世是仙童火德星君，其師姬昌 / 西伯侯 （由羅樂林飾）神機妙算，預知將逢厄劫，特賜予神物混天綾、乾坤圈以擋災厄和要遇見會飛的老虎。果然，商朝四大名將之一「李靖」（由元華飾），為取鹿茸替商帝乙，紂王之父治病，前來獵鹿，誤將李哪吒（火德星君）射傷，星君墮崖重傷不治，群鹿哀鳴。此時李靖妻殷十娘（由苑瓊丹飾）懷胎三年零六個月，臨盆在即，殷十娘終於誕下孩兒，靖滿心歡喜之際，卻十娘誕下的竟是一個肉球，李靖誤為此是妖孽降世，揮劍將肉球劈開，但躍出來的竟是一個二歲小孩「哪吒」。李哪吒童言無忌，經常口不擇言，令李靖出醜。商帝乙要李靖殺李哪吒，因商帝乙發了一個夢，夢裡的李哪吒要殺商帝乙的兒子 一「紂王」，後李靖要為商帝乙殺李哪吒，十娘知道後，十娘就阻止李靖殺李哪吒，之後就和李靖打起來，十娘想起會飛的老虎可救李哪吒，便請求李靖不如將李哪吒一個人留在飛虎澗，一切生死端看李哪吒的造化，於是夫妻倆決定說謊叫李哪吒上山看有沒有敵人，後等李哪吒走得很遠時騎馬離開。

### 李哪吒認識楊戩和雷震子
李哪吒自行離開飛虎澗，後不知不覺走到了毒蛇谷，後遇見五彩神牛，之後被西岐黃家發現，就帶李哪吒到西岐黃家，還叫李哪吒噴火給他們的家人看。後李哪吒不想在住這個地方了，就偷偷地去廚房拿糧食和水，之後偷偷地離開西岐黃家。李哪吒在行走的路途中，看見一個會飛的人鳥，後李哪吒知道他是想偷他的食物，就噴火。後李哪吒又遇見西岐黃家，後叫會飛的人鳥帶他飛走。後飛到樹林裏，遇見一個帶着三隻眼睛的人，後他們聽到一座山有一些聲音，就前往看看，是一個石頭人，會動和說話，石頭人要求他們不准離開，要為他服務，後他們聽到這句話，李哪吒就叫他們走，但他們走得並不成功。後他們就聽石頭人的要求，但他們都想着打敗石頭人後離開這座山，但每次都不成功。之後他們已經長大成人，他們又想打敗石頭人後離開這座山，這次成功了，之後石頭人爆炸，爆出一個老人，後老人就想逃走，但不成功，老人就跟他們說：「我是這裏的山神。」，他們三個就不信，還想繼續打老人，之後老人又説：「你們以為我很想打你們嗎？你們三個天天偷襲我，弄得我永無寧曰，你們以為我不煩的嗎？我不知很想你們打贏我快點走。」，後李哪吒説：「那你又困住我們？」，老人終於說了真相，因女鍋娘娘和老人説點會有三個天兵天將來到你的地方，你叫激發他們的潛能。」。

## 演員表

### 李家
| 演員           | 角色   | 關係／暱稱 |
| 羅 蘭          | 姚天香 | 李靖、李霓裳之母 殷十娘之婆婆 柳琵琶之前婆婆 李金吒、李木吒、李哪吒之奶奶 擁有拐杖 |
| 元 華          | 李 靖  | 托塔天王 靖哥、靖兒 陳塘關總兵 大商四大天王之一 擁有寶物玲瓏寶塔 姚天香之子，李霓裳之兄 殷十娘之夫 柳琵琶前夫 李金吒、李木吒、李哪吒之父 擁有劍、玲瓏寶塔 玲瓏寶塔使用時：將玲瓏寶塔扔在敵人的中心位置，之後玲瓏寶塔變大，然後就可以困住敵人。用專屬玲瓏寶塔的一枝旗，後扔那枝旗，再經那枝旗操作之後，就可以將敵人放出來。 於第15集重新被封為托塔天王 於第18集被貶為馬前卒 於第33集獲恢復天王之位 於第34集被貶為庶民 於第36集棄暗投明，舉家連同官員們及其家屬共67人逃往冀州，歸順大周 於第40集被封為托塔天王 |
| 苑瓊丹         | 殷十娘 | 十娘、鬼婆娘、婆娘、殷大嬸 姚天香之大媳婦 李霓裳之大嫂 李靖之妻 李金吒、李木吒、李哪吒之母 與柳琵琶不合 姜王后之好友 擁有劍、仙繩（第1集） 使用劍使用時：要喊：「出鞘」，後用手勢來指示要多少枝劍，然後看敵人的方向，再用直手勢來揮動枝劍，然後劍就會自動攻擊敵人。要回劍，就喊：「回鞘」。不喊：「出鞘」就像平時的一把劍。要回劍時喊：「回鞘」 使用仙繩使用時：做手勢，仙繩就會出來，後仙繩就會綁住/攻擊敵人 於第2集拋棄李哪吒 於第4集重遇李哪吒，但李哪吒忘記殷十娘 於第14集因哪吒去世而傷心過度 於第34集中狐狸毒 於第38集與李靖潛入朝歌，看望死前的姜王后和救出她的兒子，戰後毒發身亡，未能見哪吒最後一面 於第40集被封為床頭婆婆 |
| 湯盈盈         | 柳琵琶 | 琵琶精 鬼方國郡主 李靖前妾（第3集進門到第34集在李家，第36到40集退出） 李霓裳之前二嫂 姚天香之前二媳婦 李金吒、李木吒、李哪吒前二母 與殷十娘、李哪吒不合 擁有紅色的皮鞭子 使用紅色的皮鞭子 於第35集起針對李家 於第37集殺害雲中子 於第40集被楊戩殺害 |
| 林其欣         | 李霓裳 | 姚天香之女 李靖之妹 殷十娘之小姑 柳琵琶之前小姑 李金吒、李木吒、李哪吒之姑姑 擁有劍 |
| 鄧兆尊         | 李金吒 | 李靖、殷十娘之長子 李木吒與李哪吒之長兄 李霓裳之大侄子 姚天香之大孫子 柳琵琶之前大繼子 參見陳塘關 |
| 敖嘉年         | 李木吒 | 李靖、殷十娘之次子 李金吒之二弟 李哪吒之二兄 李霓裳之二侄子 姚天香之二孫子 柳琵琶之前二繼子 參見陳塘關 |
| 張裕里（童年） | 李哪吒 | 七手八臂三太子 火德星君 噴火仔 （由三眼仔（楊戩）、飛天仔（雷震子）專稱） 、哪吒仔、哪吒、火兒 李靖、殷十娘之三子 前世-火德星君 李金吒、李木吒之三弟 楊戩、雷震子好友 李霓裳之三侄子 姚天香之三孫子 柳琵琶之前三繼子 前士兵 擁有噴火、火尖槍（李哪吒尊稱（義箭））、風火輪、乾坤圈，混天綾 噴火使用時：（童年時：將兩隻手放在口的旁邊，然後張開口，再：「哈——」，就可以。）（青年時：將一隻手放在口的旁邊，然後張開口，再：「哈——」，就可以。）（成年時：直接張開口，再：「哈——」，就可以。） 義箭（火尖槍）使用時：將義箭扔在上面，就能變成火尖槍。（火尖槍有很多技能） 火尖槍技能1:將火尖槍向地面揮動（：揮一半圓形），然後就會爆炸，再會有火由地下先至地上。 風火輪（火鸞、火鳳）：可走行，可攻擊人，飛得最快，一日可走三千里。 乾坤圈使用時：拿乾坤圈，再把手升高，就可以升高/飛。扔亁坤圈可以攻擊敵人。 混天綾：可以保護身體。 於第2集被殷十娘拋棄 於第4集重遇殷十娘，但忘記殷十娘 於第9集得知自己的身世與被紂王封為鎮西大將軍（十八封將） 於第10集率兵三萬出征犬戎巨人 於第11集戰勝犬戎巨人而凱旋歸來 於第12集殺東海龍王三太子 於第14集削骨還父，削肉還母 於第17集重新成為蓮藕人 於第26集回復血肉之軀，並封為伐紂大元帥，被姜子牙賜風火輪（火鸞、火鳳） 於第40集受封為七手八臂三太子 |
| 陳浩民         | 李哪吒 | 七手八臂三太子 火德星君 噴火仔 （由三眼仔（楊戩）、飛天仔（雷震子）專稱） 、哪吒仔、哪吒、火兒 李靖、殷十娘之三子 前世-火德星君 李金吒、李木吒之三弟 楊戩、雷震子好友 李霓裳之三侄子 姚天香之三孫子 柳琵琶之前三繼子 前士兵 擁有噴火、火尖槍（李哪吒尊稱（義箭））、風火輪、乾坤圈，混天綾 噴火使用時：（童年時：將兩隻手放在口的旁邊，然後張開口，再：「哈——」，就可以。）（青年時：將一隻手放在口的旁邊，然後張開口，再：「哈——」，就可以。）（成年時：直接張開口，再：「哈——」，就可以。） 義箭（火尖槍）使用時：將義箭扔在上面，就能變成火尖槍。（火尖槍有很多技能） 火尖槍技能1:將火尖槍向地面揮動（：揮一半圓形），然後就會爆炸，再會有火由地下先至地上。 風火輪（火鸞、火鳳）：可走行，可攻擊人，飛得最快，一日可走三千里。 乾坤圈使用時：拿乾坤圈，再把手升高，就可以升高/飛。扔亁坤圈可以攻擊敵人。 混天綾：可以保護身體。 於第2集被殷十娘拋棄 於第4集重遇殷十娘，但忘記殷十娘 於第9集得知自己的身世與被紂王封為鎮西大將軍（十八封將） 於第10集率兵三萬出征犬戎巨人 於第11集戰勝犬戎巨人而凱旋歸來 於第12集殺東海龍王三太子 於第14集削骨還父，削肉還母 於第17集重新成為蓮藕人 於第26集回復血肉之軀，並封為伐紂大元帥，被姜子牙賜風火輪（火鸞、火鳳） 於第40集受封為七手八臂三太子 |
| 凌 漢          | 管 家  | 李家管家 |

### 楊家
| 演員   | 角色   | 關係／暱稱 |
| 張英才 | 楊 進  | 老爺 章玉蘭、柳安之夫 楊戩、楊蓮花之父 被繼妻柳安氣死 |
| 柳如是 | 章玉蘭 | 楊進之亡妻 楊戩之母 已去世 |
| 劉桂芳 | 柳 安  | 楊進之繼妻 楊蓮花之母 針對楊戩 氣死楊進 |
| 錢嘉樂 | 楊 戩  | 二郎真君 三眼仔（由噴火仔（李哪吒）、飛天仔（雷震子）專稱）、楊大哥、阿戩、目兒 楊進、章玉蘭之子 楊蓮花同父異母之兄 楊念郎之父 李哪吒、雷震子好友 黃顏之夫 前士兵 擁有天眼（第三隻眼）、三尖兩刃槍、哮天犬 使用天眼時：將手放在天眼（第三隻眼）旁邊，就會有黃橙色的東西射出來。使用三尖兩刃槍時：哮天犬時：有神力，會自己變大，會咬人。 於第26集被封為伐紂左先鋒，被賜哮天犬、及三尖兩刃槍 於第40集和黃顏、楊念郎團聚 於第40集殺害柳琵琶 於第40集受封為二郎真君，但獲准在凡間生活至死後才返回天庭 童年由陳景昆飾演                                                              |
| 楊婉儀 | 黃 顏  | 楊戩之妻 楊蓮花之大嫂 楊念郎之母 參見西岐黃家 |
| 葉 璇  | 楊蓮花 | 楊進、柳安之女 楊戩同父異母之妹 黃顏之小姑，楊念郎之姑姐 對李哪吒一網情深 有一隻寵物百靈鳥 是李家未來三[姪/孫/弟]媳婦 於第7集知道哪吒是自己未來之夫（十娘引薦自己的三兒子） 於第10集為了救哪吒犧牲自己的幸福 於第11集不想讓哪吒知道龍王三太子騷擾自己而離開，未來婆婆殷十娘助自己度過難關 於第14集得知哪吒已死，幫哪吒送骨肉給李家（醒來沒看見哪吒、只看見一封遺書是哪吒寫的） 於第27集與哪吒重逢 於第33集救哪吒變成蝴蝶為雲中子做事三年（雲中子告知十娘真相） 於第39集與哪吒分離 於第40集救風火輪的火鳳（土行孫告知哪吒真相） 於第40集在哪吒封神後，化身蝴蝶跟隨，已成蝴蝶仙子 |
| 江君祐 | 楊念郎 | 楊戩、黃顏之子 紅布仔 |

### 朝歌

#### 朝廷
| 演員   | 角色   | 關係/暱稱 |
| 譚一清 | 商帝乙 | 紂王之父 已去世 與第2集夢見哪吒是滅商之人並逼使李靖用其寶劍殺哪吒 |
| 鄭子誠 | 子 受  | 大王、紂王、昏君 姜王后之夫 商帝乙之子 殷郊、殷洪之父 聽信蘇妲己說的話 於第39集被蘇妲己打入冷宮 於第40集被妲己命人將之浸死在酒池肉林中                                                             |
| 魯振順 | 比 干  | 纣王之叔父，反對營建摘星樓 用竹器加火藥殺死摘星樓上假扮神仙的狐妖，製作狐皮大衣進獻紂王以向妲己示威 於第32集因蘇妲己裝作將絕症身亡，騙紂王取其七竅玲瓏心，後遇上賣無心菜的大嬸指「人無心必死」致死 |
| 陳 琪  | 孟 氏  | 比干夫人 幫助比干製作狐皮大衣 於第33集比干被殺後被封為護國夫人，夫君死後第七天蹈海殉夫 |
| 王偉樑 | 鄧九公 | 紂王之臣 為人阿諛奉承 聽命於蘇妲己 |
| 蔡國慶 | 聞 仲  | 聞太師 |
| 郭德信 | 趙公明 | 朝廷宰相 |
| 黃天鐸 | 梅 伯  | 亲贵大臣 |
| 劉深宜 | 高進忠 | 大將軍 因進言攻擊蘇妲己被炮烙 |
| 游 飈  | 殷 郊  | 太子、纣王长子、殷洪之兄 於第38集被李靖從申公豹的圍攻中救出，參加伐紂大軍 |
| 蔣 克  | 殷 洪  | 二王子、纣王次子、殷郊之弟 於第38集被李靖救出，參加伐紂大軍 |

#### 後宮
| 演員       | 角色     | 關係/暱稱 |
| 呂 珊      | 姜彩平   | 王后、姜王后 殷郊、殷洪之母 蘇妲己掌權後與蘇凝香聯合对付妲己 蘇妲己之情敵 蘇凝香、殷十娘之好友 被蘇妲己逼害 於第37集因證明自己的清白而自挖雙目 於第38集於冷宮身亡                                                                                                |
| 溫碧霞     | 蘇妲己   | 苏家大小姐、美人、狐狸精、奸妃 蘇凝香之姊 商紂王之後宮佳麗並迷惑他 姜王后、楊貴妃之情敵 姜子牙軍隊之天敵 逼害楊貴妃、比干、姜王后母子 於第39集將紂王囚於冷宮 於第40集命人將紂王浸死在酒池肉林 最後簽下降書投降，但被姜子牙斬首。 童年由黃美棋飾演 參見蘇家和妖精 |
| 袁彩雲     | 蘇凝香   | 苏家二小姐、蘇貴妃 蘇妲己之妹 姜王后之好友 蘇妲己掌權後與王后聯合对付妲己 於第40集救紂王出冷宮但失敗，姜子牙大軍進入朝歌，蘇凝香勸妲己簽下降書，但妲己最終被押赴刑場。凝香還是晚了一步，到達刑場後，看到被斬首後的妲己，無淚而泣。 參見蘇家                      |
| 姚樂怡     | 楊貴妃   | 纣王长貴妃 蘇妲己情敵 曾陷害蘇妲己 於第29集裝成民女引誘紂王，其後被妲己誣衊施行巫蠱之術推下蠆盆而死 |
| 傅楚卉     | 李貴妃   | 紂王爱妃 听信於楊貴妃 |
| 楊 怡      | 陳貴妃   | 紂王妃嫔 按杨贵妃指令行事 |
| 黃梓瑋     | 冷宮妃子 | 被商纣王打入冷宫 商紂王之後宮佳麗 |
| 李玉琪     | 善 信    | 在哪吒庙拜神的村妇（第16集） |
| Joe Junior | 莊公公   | 後宮太監之首 |
| 朱健鈞     | 姜 環    | 原楊貴妃貼身太監 曾因窺看蘇妲己而被毆打三十大板，後得蘇妲己寵信。姜子牙大軍進入朝歌後，在朝堂遞上降書，最終妲己簽下降書。 |
| 曾慧雲     | 春 梅    | 楊貴妃侍女 在與蘇妲己的爭執中意外被殺 九尾狐假扮她幫妲己掩飾被殺事實 |

#### 陳塘關
| 演員   | 角色   | 關係/暱稱 |
| 元 華  | 李 靖  | 陳塘關總兵 後封托塔天王，被貶為馬前卒 戰三兒子李哪吒時恢復原職 參見李家 |
| 苑瓊丹 | 殷十娘 | 陳塘關副將，掌管陳塘關三千女兵 與李靖是常勝組合 往西岐照顧於讀書的李哪吒時，被撤去副將一職 參見李家 |
| 湯盈盈 | 柳琵琶 | 陳塘關副將（接替殷十娘） 參見李家 |
| 鄧兆尊 | 李金吒 | 陳塘關先鋒，後為馬前卒 戰三弟李哪吒時恢復原職 參見李家 |
| 敖嘉年 | 李木吒 | 陳塘關先鋒，後為馬前卒 戰三弟李哪吒時恢復原職 參見李家 |
| 關 菁  | 魔禮青 | 魔家四將 魔禮青：擁有青鋒寶劍 本名：增長天王 負責：風 其他： 魔禮海：擁有碧玉琵琶 本名： 持國天王 負責：調 其他： 小哪吒為李靖祝壽的時候，就是他風裏來雨去負責看護小哪吒的。 魔禮江：擁有混元珠傘 本名： 多聞天王 負責：雨 其他： 魔禮壽： 擁有兩根鞭，還有一個紫金花狐貂 本名： 廣目天王 負責：順 其他： |
| 鄧汝超 | 魔禮海 | 魔家四將 魔禮青：擁有青鋒寶劍 本名：增長天王 負責：風 其他： 魔禮海：擁有碧玉琵琶 本名： 持國天王 負責：調 其他： 小哪吒為李靖祝壽的時候，就是他風裏來雨去負責看護小哪吒的。 魔禮江：擁有混元珠傘 本名： 多聞天王 負責：雨 其他： 魔禮壽： 擁有兩根鞭，還有一個紫金花狐貂 本名： 廣目天王 負責：順 其他： |
| 鄭家生 | 魔禮紅 | 魔家四將 魔禮青：擁有青鋒寶劍 本名：增長天王 負責：風 其他： 魔禮海：擁有碧玉琵琶 本名： 持國天王 負責：調 其他： 小哪吒為李靖祝壽的時候，就是他風裏來雨去負責看護小哪吒的。 魔禮江：擁有混元珠傘 本名： 多聞天王 負責：雨 其他： 魔禮壽： 擁有兩根鞭，還有一個紫金花狐貂 本名： 廣目天王 負責：順 其他： |
| 陳狄克 | 魔禮壽 | 魔家四將 魔禮青：擁有青鋒寶劍 本名：增長天王 負責：風 其他： 魔禮海：擁有碧玉琵琶 本名： 持國天王 負責：調 其他： 小哪吒為李靖祝壽的時候，就是他風裏來雨去負責看護小哪吒的。 魔禮江：擁有混元珠傘 本名： 多聞天王 負責：雨 其他： 魔禮壽： 擁有兩根鞭，還有一個紫金花狐貂 本名： 廣目天王 負責：順 其他： |

#### 妖精
| 演員   | 角色     | 關係/暱稱 |
| 馮曉文 | 九尾狐   | 狐狸精 柳琵琶、蘇妲己之姐 於第40集被哮天犬殺害 |
| 溫碧霞 | 蘇妲己   | 狐狸精 柳琵琶之姐 九尾狐之妹於第40集被姜子牙斬頭 參見後宮 |
| 湯盈盈 | 柳琵琶   | 琵琶精 九尾狐、蘇妲己之妹 擁有皮鞭子 使用紅色的皮鞭子 於第40集被楊戩殺害 參見李家                                                                                  |
| 李岡龍 | 太白金星 | 狐狸精假扮 妲己使他們假扮神仙登摘星樓以對抗比干 被比干用竹器和火藥炸死 再有太白金星和南極仙翁，告訴紂王蘇妲己將死，誘騙紂王殺比干取去七竅玲瓏心 於第32集被比干炸死 |
| 陳中堅 | 南極仙翁 | 狐狸精假扮 妲己使他們假扮神仙登摘星樓以對抗比干 被比干用竹器和火藥炸死 再有太白金星和南極仙翁，告訴紂王蘇妲己將死，誘騙紂王殺比干取去七竅玲瓏心 於第32集被比干炸死 |
| 張漢斌 | 壽星公   | 狐狸精假扮 妲己使他們假扮神仙登摘星樓以對抗比干 被比干用竹器和火藥炸死 再有太白金星和南極仙翁，告訴紂王蘇妲己將死，誘騙紂王殺比干取去七竅玲瓏心 於第32集被比干炸死 |
| 戴少民 | 北海龍王 | 狐狸精假扮 妲己使他們假扮神仙登摘星樓以對抗比干 被比干用竹器和火藥炸死 再有太白金星和南極仙翁，告訴紂王蘇妲己將死，誘騙紂王殺比干取去七竅玲瓏心 於第32集被比干炸死 |
| 邵卓堯 | 大夫     | 九尾狐假扮 於第28集假扮大夫到李家證明柳琵琶有喜 |
| 馬國明 | 大夫     | 狐狸精假扮 於第28集九尾狐使他們假扮大夫到李家證明柳琵琶有喜 |
| 張漢斌 | 大夫     | 狐狸精假扮 於第28集九尾狐使他們假扮大夫到李家證明柳琵琶有喜 |
| 湯俊明 | 黃通靈鬼 | 通靈五鬼 |
| 麥子雲 | 紫通靈鬼 | 通靈五鬼 |
| 楊證樺 | 紅通靈鬼 | 通靈五鬼 |
| 黃煒林 | 綠通靈鬼 | 通靈五鬼 |
| 蒲茗藍 | 白通靈鬼 | 通靈五鬼 |

#### 誅仙陣
| 演員   | 角色     | 關係/暱稱 |
| 王維德 | 千里眼   | 高明大仙 申公豹請的妖精之一，以對抗姜子牙 於第35集與黃飛虎進攻楊戩時被楊戩用計以日光反射致盲（暫時） 於第39集被捉，棄暗投明投靠姜子牙大軍 於第40集与顺风耳一同歸順大周 |
| 梁健平 | 順風耳   | 高覺大仙 申公豹請的妖精之一，以對抗姜子牙 於第35集與黃飛虎進攻楊戩時被楊戩用計，敲擊大鑼致聾（暫時） 於第39集被捉，棄暗投明投靠姜子牙大軍 於第40集与千里眼一同歸順大周 |
| 伊凡威 | 哼 將    | 鄭倫 哼哈二將之一 誅仙陣第一關守将 |
| 邱萬城 | 哈 將    | 陳奇 哼哈二將之一 誅仙陣第一關守将 |
| 華忠男 | 赤腳大仙 | 誅仙陣助陣神仙 誅仙陣第二關守将 |
| 余慕蓮 | 風婆婆   | 誅仙陣助陣神仙风婆 於第40集被李靖軍隊擊敗 |
| 車保羅 | 雷 神    | 诛仙阵助阵神仙雷神 於第40集被李靖軍隊擊敗 |
| 文潔雲 | 電 母    | 诛仙阵助阵神仙电母 於第40集被李靖軍隊擊敗 |
| 林峯   | 山神     | 赤腳大仙的下屬之一，受赤腳大仙命令前往誅仙陣坐陣 |

### 諸侯

#### 西岐姬家
| 演員   | 角色   | 關係/暱稱 |
| 羅樂林 | 姬 昌  | 西伯侯、周文王 四大天王之一 姬發之父 曾批卦稱蘇妲己將來會傾國傾城，因此被蘇妲己公報私仇，令其遭炮烙之刑 伯邑考，雷震子之養父 於第26集起伐紂，改國號為周 於第39集因病去世                                                                                               |
| 盧慶輝 | 伯邑考 | 姬昌之養長子 被蘇妲己勾引失敗 向紂王獻上西歧三寶以求釋放被囚之姬昌 於第25集被蘇妲己剁成肉醬而製成肉丸，逼姬昌吃下，後從姬昌口中吐出並化成十二頭白兔 |
| 張松枝 | 姬 發  | 周武王 姬昌之次子 於第39集接任姬昌之伐紂大業 |
| 李家聲 | 雷震子 | 雷部正神 飛天仔 （由噴火仔（李哪吒）、三眼仔（楊戩）專稱） 、飛兒 使用飛翼，使用飛翼時：向敵人中心位置，然後旋轉，就會有龍捲風。 是姬昌第一百個養子 李哪吒、楊戩好友 前兵長、副將 於第26集被封為伐紂右先鋒，被賜雷公鑿，四不像 於第40集受封為雷部正神 童年由謝朗庭飾演 |

#### 西岐黃家
| 演員   | 角色   | 關係/暱稱 |
| 曾偉權 | 黃飛虎 | 徐如玉之夫 黃顏、黃天化之父 四大天王之一 座下神獸五彩神牛 受命於蘇妲己與西伯侯軍隊為敵 於第35集因女婿楊戩說的話退戰 |
| 陳安瑩 | 徐如玉 | 黃飛虎之妻 黃顏、黃天化之母                                                                                         |
| 楊婉儀 | 黃 顏  | 黃飛虎、徐如玉之女 於第17集與黃飛虎堂室三擊掌 後與楊戩成親 後誕下楊念郎 黃天化之姐                                  |
| 譚權輝 | 黃天化 | 黃飛虎、徐如玉之子 黃顏之弟                                                                                         |
| 陳勉良 | 康 伯  | 黃家管家 受徐如玉命監視楊戩和黃顏                                                                                   |
| 曾健明 |        | 黃家家丁 |

#### 冀州
| 演員   | 角色   | 關係/暱稱 |
| 王 偉  | 蘇 護  | 蘇天王 冀州侯 四大天王之一 蘇妲己、蘇凝香之父 紂王逼二女入朝，遂起兵反商 李哪吒、楊戩和雷震子都前往投靠 被黃飛虎擊敗投降，受紂王擴大封地之賜但仍暗中準備反紂 姬昌舉事時響應，冀州成為伐紂大本營 |
| 溫碧霞 | 蘇妲己 | 蘇家大小姐 生時妖狐來朝，姬昌為其父占卦得知此女會使天下大亂 被父禁止讀書，並嚴厲管教 蘇家戰敗後入宮為妃 參見後宮                                                                                |
| 袁彩雲 | 蘇凝香 | 蘇家二小姐 蘇家戰敗後入宮為妃 參見後宮 |
| 韋家雄 | 土行孫 | 道人，精通遁地法術 申公豹徒弟、鄧嬋玉師兄 與鄧嬋玉瞞騙蘇護楊戩是三目神將的事實，謀取無字天書 跟李哪吒等人先為敵後为友                                                                           |
| 劉玉翠 | 鄧嬋玉 | 鄧家小姐 冀州侯先鋒將軍 申公豹徒弟、土行孫師妹 與土行孫瞞騙蘇護楊戩是三目神將的事實，謀取無字天書 跟李哪吒等人為敵後为友 喜歡楊戩最後結拜為兄妹                                                 |

### 道人
| 演員   | 角色   | 關係/暱稱 |
| 余子明 | 姜子牙 | 渭水濱直鈎釣魚，終受西伯侯聘為西周丞相，指揮伐紂大業 道號飛熊 師傅授給封神榜 與申公豹對賭，贏得眾多寶物和天尊神水，令李哪吒回復真身 封將後指揮大軍種蕃薯等待時機，與姜王后結盟以待朝中大變 於第40集設刑場斬蘇妲己，妲己斬罷，宣讀封神榜 |
| 李國麟 | 申公豹 | 姜子牙之師弟 敵視姜子牙 與千里眼和順風耳有八拜之交，與赤腳大仙有隔世淵源 於第26集輸掉三尖兩刃槍、哮天犬、四不像、雷公鑿、火鸞神鳥予姜子牙，更被逼交出天尊神水令李哪吒回復真身 助妲己與姜子牙、西伯侯軍隊為敵 請得千里眼、順風耳和哼哈二將助陣，後再請得赤腳大仙、風婆婆、雷神、電母排成誅仙陣阻止姜子牙大軍 於第40集被李靖軍隊擊敗並遭生擒 |
| 李家鼎 | 雲中子 | 西岐道人 以蓮花池造蓮藕人救冤死之人 助李哪吒以蓮藕身重生（因楊蓮花的請求） 於第37集被柳琵琶假扮孕婦所生的小狐狸所咬中毒，繼而被殺害 |
| 凌子軒 | 清 風  | 雲中子大徒弟 明月之师兄 於第37集被殺害 |
| 徐 榮  | 明 月  | 云中子二徒弟 清风之师弟 於第37集被殺害 |

### 其他演員
| 演員                   | 角色             | 關係/暱稱 |
| 黃文標                 | 敖 廣            | 東海龍王 與李靖有一拜之交 三太子敖丙之父，因为李哪吒而痛失愛兒 |
| 劉錦照                 | 五彩神牛         | 神獸 |
| 郭卓樺                 | 敖 丙            | 三太子、賤龍、淫龍、四腳爬爬、烏龜龍 龍王三太子，東海龍王之子 鍾愛楊蓮花，不顧仙家身份與李哪吒爭執最後被抽龍筋而死 死後怨靈使朝歌大雨成災，導致哪吒被朝廷處置，最終在殷十娘循循善誘下成功超渡其怨靈 |
| 梁輝宗                 | 水夜叉           | 三太子手下 |
| 羅君左                 | 龜丞相           | 龙宫宰相 |
| 焦 雄                  | 张道人           | 女媧廟主持 李靖把李哪吒交給他管教，裝鬼嚇怕哪吒使其變乖 |
| 鍾建文                 |                  | 女媧廟道士 |
| 梁智達                 |                  | 女媧廟道士 |
| 吳亦謙                 |                  | 女媧廟道士 |
| 劉家聰                 |                  | 女媧廟道士 |
| 許明志                 |                  | 女媧廟道士 |
| 蓋鳴輝                 | 女 媧            | 女媧娘娘 預言李哪吒將是天兵神將 將哪吒、楊戩和雷震子交給西嶽山神訓練十三年 |
| 王 遜 （配音：張炳強） | 西嶽山神         | 华山神仙，掌管华山一切。李哪吒從飛虎澗迷失到西歧黃家，再出逃到朝歌時被其所捉 化身為石人 十三年後被哪吒等人打敗，完成女媧娘娘的訓練任務                                                              |
| 孫季卿                 | 西歧書齋老師     | 教书先生，教李哪吒等人讀書識字 與學生同時被困龍母塔內（龍王三太子縱火） |
| 周家怡                 |                  | 西歧書齋書生 |
| 尤 程                  | 黃絹 (阿絹)      | 西歧書齋書生 |
| 嚴文軒                 | 孫有義           | 西歧書齋書生 |
| 胡啓光                 |                  | 西歧書齋書生 |
| 嘉駿                   |                  | 西歧書齋書生 |
| 李燕珊                 |                  | 西歧書齋書生 |
| 曾守明                 | 閰 王            | 地宫大王 |
| 李鴻                   | 判 官            | 阎王手下大臣，决人生死 |
| 黃煒溏                 | 黃 帝            | 曾煉製軒轅神箭射殺蚩尤 |
| 章志文                 | 士 兵            | |
| 陸家俊                 | 士 兵            | |
| 許思敏                 |                  | 柳安之妹 |
| 蘇恩磁                 |                  | |
| 廖麗麗                 |                  | |
| 黃鳳瓊                 |                  | |
| 孫慧蓮                 |                  | 賣無心菜婆婆 |
| 林遠迎                 | 侍 衛            | |
| 王少萍                 | 宮 女            | |
| 張漢斌                 | 東伯侯姜侯爺使者 | 姜侯爺使者 第15集奉姜侯爺之名向黃飛虎提親送聘禮 |

## 中國大陸版本
此劇在中國大陸引進而製作的版本時分為兩個部分：第一部分的劇情片段內容由山東電視台錄取自海外版的《封神榜》已播放的第1－20集引進而製作的版本名為《封神榜之愛子情深》，第二部分的劇情片段內容由安徽電視台錄取自海外版的《封神榜》已播放的第21－40集引進而製作的版本名為《封神榜之忠義乾坤》。

## 奬項
《萬千星輝賀台慶2001》
本年度我最喜愛的電視角色 苑瓊丹（殷十娘）

## 軼事
- 此劇是歷來眾多由封神演義改編的電視劇中，改動相對較大的一部。
- 此劇於2002年、2004年、2012年、2015年、2022年重播時，當時翡翠台分別於黃金時段巧合地播映同樣由本劇演員錢嘉樂主演或主持的《無考不成冤家》、《繼續無敵獎門人》、《巴不得媽媽》、《拆局專家》以及《講你都唔信》。
- 此劇是余子明繼1981年由電視廣播有限公司播出的同名電視劇後再度飾演姜子牙一角。
- 此劇是余子明及李國麟繼《碧血劍》後兩人再度合作飾演同門師兄弟，而且兩人於兩劇所飾演之角色設定一樣，由余子明飾演屬正義角色的師兄，李國麟則飾演屬邪惡角色的師弟。
- 此劇由溫碧霞飾演的妲己一角被普遍認為是歷來最經典和最美的妲己角色，多數人亦認為其是近代「奸妃」的始祖。
- 此劇是溫碧霞至今在無綫演出的最後一部電視劇。
- 此劇首播至結局篇時經歷了美國九一一恐怖襲擊，9月12日當晚因要播映無綫新聞特備節目《恐怖大襲擊》，因此順延至20:30-21:30播出。
- 此劇演員錢嘉樂及湯盈盈於本劇合作後，兩人於六年後開始拍拖，及後兩人於2012年結婚。然而兩人的對手戲皆為武打場面，大結局時錢嘉樂所飾演的楊戬更擊殺了湯盈盈所飾演的柳琵琶，結果被不少網友戲稱為「家暴事件」（甚至TVB USA官方頻道的其中1段兩人的對打戲精華片段也拿了兩人於現實中的夫妻關係開了玩笑[3]）。
- 劇中伯邑考被蘇妲己剁成肉醬並製成12枚肉丸強逼姬昌吃下，然而該肉丸由於與火腿丸外型十分相似，導致當時火腿丸一度滯銷，甚至有不少人產生心理陰影[4]。
- 此劇由郑子诚飾演子受及化名为「司马昆仑」一角，後來於2021年《爱上我的衰神》演出。
- 此劇於2022年3月尾至5月尾中午劇集時段第五次重播，成為翡翠台歷來首部重播次數最多的千禧年代（即2000年後）劇集。

## 電視節目的變遷
| 香港 無綫電視翡翠台第一線劇集 逢星期一至五 19:30-20:30 | 香港 無綫電視翡翠台第一線劇集 逢星期一至五 19:30-20:30 | 香港 無綫電視翡翠台第一線劇集 逢星期一至五 19:30-20:30 |
| ------------------------------------------------------ | ------------------------------------------------------ | ------------------------------------------------------ |
|                                                        | 封神榜 （2001年7月23日 - 2001年9月14日）               |                                                        |
| 情深深雨濛濛 （2001年5月28日 - 2001年7月20日）         | 公私戀事多 （2001年9月17日 - 2001年10月12日）          |                                                        |

| 香港 無綫電視翡翠台中午劇集時段 星期一至五 11:50-12:45 | 香港 無綫電視翡翠台中午劇集時段 星期一至五 11:50-12:45 | 香港 無綫電視翡翠台中午劇集時段 星期一至五 11:50-12:45 |
| ------------------------------------------------------ | ------------------------------------------------------ | ------------------------------------------------------ |
|                                                        | 封神榜 （2002年7月12日 - 2002年9月5日）                |                                                        |
| 廉政行動組 （2002年6月14日 - 2002年7月11日）           | 陀槍師姐II （2002年9月6日 - 2002年10月21日）           |                                                        |

| 香港 無綫電視翡翠台黃昏劇集時段 星期一至五 17:55-18:30 | 香港 無綫電視翡翠台黃昏劇集時段 星期一至五 17:55-18:30 | 香港 無綫電視翡翠台黃昏劇集時段 星期一至五 17:55-18:30 |
| ------------------------------------------------------ | ------------------------------------------------------ | ------------------------------------------------------ |
|                                                        | 封神榜 （2004年10月1日 - 2005年1月24日）               |                                                        |
| 康熙微服私訪記 （2004年6月30日 - 2004年10月1日）       | 鐵齿銅牙紀曉嵐II （2005年1月25日 - 2005年5月20日）     |                                                        |

| 香港 無綫電視翡翠台黃昏劇集時段 星期一至五 17:55-18:30 | 香港 無綫電視翡翠台黃昏劇集時段 星期一至五 17:55-18:30 | 香港 無綫電視翡翠台黃昏劇集時段 星期一至五 17:55-18:30 |
| ------------------------------------------------------ | ------------------------------------------------------ | ------------------------------------------------------ |
|                                                        | 封神榜 （2012年6月1日 - 2012年9月20日）                |                                                        |
| 西遊記 （2012年3月9日 - 2012年5月31日）                | 大冬瓜 （2012年9月21日 - 2012年11月15日）              |                                                        |

| 香港 無綫電視翡翠台黃昏劇集時段 星期一至五 17:55-18:30 · 7月9日 暫停播映 | 香港 無綫電視翡翠台黃昏劇集時段 星期一至五 17:55-18:30 · 7月9日 暫停播映 | 香港 無綫電視翡翠台黃昏劇集時段 星期一至五 17:55-18:30 · 7月9日 暫停播映 |
| ------------------------------------------------------------------------ | ------------------------------------------------------------------------ | ------------------------------------------------------------------------ |
|                                                                          | 封神榜 （2015年6月3日 - 2015年9月23日）                                  |                                                                          |
| 翻叮一族 （2015年4月8日 - 2015年6月2日）                                 | 茶是故鄉濃 （2015年9月24日 - 2015年12月9日）                             |                                                                          |

| 香港 無綫電視翡翠台中午劇集時段 星期一至五 11:45-12:40 | 香港 無綫電視翡翠台中午劇集時段 星期一至五 11:45-12:40 | 香港 無綫電視翡翠台中午劇集時段 星期一至五 11:45-12:40 |
| ------------------------------------------------------ | ------------------------------------------------------ | ------------------------------------------------------ |
|                                                        | 封神榜 （2022.03.28 - 2022.05.20）                     |                                                        |
| 情逆三世緣 （2022.02.07 - 2022.03.25）                 | 堅離地愛堅離地 （2022.05.23 - 2022.06.17）             |                                                        |

| 香港、 马来西亚 千禧经典台 星期一至五 06:00-07:00（香港时间） · 06:04-07:04（马来西亚时间） | 香港、 马来西亚 千禧经典台 星期一至五 06:00-07:00（香港时间） · 06:04-07:04（马来西亚时间） | 香港、 马来西亚 千禧经典台 星期一至五 06:00-07:00（香港时间） · 06:04-07:04（马来西亚时间） |
| ------------------------------------------------------------------------------------------- | ------------------------------------------------------------------------------------------- | ------------------------------------------------------------------------------------------- |
|                                                                                             | 封神榜 （2023年8月9日 - 2023年10月3日）                                                     |                                                                                             |
| 鐵血保鏢 （2023年7月5日 - 2023年8月8日）                                                    | 金裝四大才子 （2023年10月4日 - 2023年12月14日）                                             |                                                                                             |